# Select Model Management
A Select Model Management é uma agência de modelos com sede em Londres. Fundada por Tandy Anderson e pelas irmãs Claire e Chrissie Castagnetti, a companhia foi inaugurada cerca de 25 anos atrás e continua a ser administrada pelos três fundadores.

## Modelos representadas
Lista-se abaixo as modelos que a Select agencia: